# Buscant el meu amor
Buscant el meu amor (títol original: Crossing Delancey) és una pel·lícula estatunidenca dirigida per Joan Micklin Silver, estrenada l'any 1988. Ha estat doblada al català

## Argument
Isabelle Grossman (Amy Irving), novaiorquesa de 33 anys, és una atractiva i intel·ligent dona que estima la independència per sobre de moltes coses. Té una bona feina en una llibreria i viu en un bonic apartament. Sovint visita la seva àvia, Bubbie, que desitja ferventment que Isabelle conegui un home i assenti el cap d'una vegada per sempre. Bubbie demana ajuda a Hannah Mandelbaum, una vella matrimoniera, perquè trobi l'home perfecte per a la seva neta: la solució sembla Sam Posner (Peter Riegert), propietari d'una botiga de cogombrets.

## Repartiment
- Amy Irving: Isabelle Grossman
- Peter Riegert: Sam Posner
- Reizl Bozyk: Bubbie Kantor
- Jeroen Krabbé: Anton Maes
- Sylvia Miles: Hannah Mandelbaum
- George Martin: Lionel
- John Bedford Lloyd: Nick
- Claudia Silver: Cecilia Monk
- David Hyde Pierce:[3] Mark
- Rosemary Harris: Pauline Swift
- Suzzy Roca: Marilyn Cohen
- Amy Wright: Ricki
- Faye Grant: Candyce
- Deborah Offner: Karen
- Kathleen Wilhoite: Myla Bondy
- Michael Ornstein: Mickey
- Freda Foh Shen: Professor d'autodefensa
- Maria Antoinette Rogers: Convidada a la festa

## Nominacions
- Premis Globus d'Or 1989 :
  - Globus d'Or a la millor actriu musical o còmica per Amy Irving
- Casting Society of America 1989 : 
  - Best Casting for Feature Film, Comedy per Meg Simon i Fran Kumin